# Большая планета
«Большая планета» (англ. Big Planet) — первый научно-фантастический роман Джэка Вэнса, который был выпущен в 1958 году. Первоначальная журнальная публикация романа была осуществлена в сентябре 1952 года в журнале Стартлинг сториз. В издании 1958 года текст сильно сокращён издательством; авторский текст был восстановлен в издании 1978 года. В русском переводе доступна лишь сокращённая версия.

## Большая планета
Планета по условиям близка к Земле, и на ней может жить человек. Диаметр планеты составляет около 40 тысяч километров, близок к диаметру Урана и Нептуна. Однако планета состоит из лёгких материалов, на ней почти нет металлов, поэтому железо там — огромный дефицит и самая ходовая валюта. Население планеты составляют потомки её первых колонистов из различных групп, переселившихся туда: примитивистов, анархистов, сектантов, мизантропов и прочих, кто хотел уединения. Территория планеты состоит из огромных неосвоенных пространств и крошечных групп и государств. Земля установила эмбарго на производство и продажу современного оружия. На планете есть Территория Земли: представительство, техническая школа, университет для тех, кто хочет получить образование и вернуться на Землю.

## Описание сюжета
Космический корабль с комиссией из специалистов-учёных направляется на Большую планету. Одна из главных целей комиссии — расследовать и, возможно, пресечь деятельность Чарли Лиссидера, носящего титул Бэджнарнума Бьюджулейса (лидера империи Гросгарт), который расширяет свою империю, постоянно нарушая эмбарго на ввоз оружия и металлов. Так как тайное производство оружия почти невозможно, его люди добывают оружие кражами с заводов Системы или грабежом кораблей и станций. Бьюджулейса ведёт активную работорговлю, продавая людей в Королевства-для-одного (небольшие миры, захваченные богачами, играющими в королей). 
Корабль терпит крушение недалеко от Гросгарта ввиду заговора нескольких предателей. Председатель комиссии Клод Клайстра принимает решение идти к Территории Земли, находящейся в 40 тыс. км от места падения. Внезапным ударом учёные обезоруживают отряд из Гросгарта, отправившийся на перехват землян, разоблачают и убивают двоих предателей в своих рядах. Отбившись от наскока цыган — разбойничьего племени кочевников и с боем переправившись через реку Уст, контролируемую Волшебниками из Эдельвейса, путешественники достигают монорельса — местной канатной дороги, простирающейся на огромные расстояния. Заплатив за проезд, они достигают Кристиендейла, города, населённого кристерами — потомками земных миллионеров. Отдохнув там несколько дней, учёные разгадывают секрет кристеров — они живут, как аристократы, но по очереди, каждый час могущества оплачивается несколькими часами труда или службы аристократам. Один из путешественников решает остаться в этом цивилизованном городе, но остальные отправляются дальше в почти безнадёжное путешествие. Они встречаются с торговцами, которые подмешивают им сонное зелье и грабят путешественников. Отбиваясь от кочевников-реббиров, путешественники переходят горы, им удаётся добыть сабли у реббиров. Отряд достигает храма Фонтана в Миртлиссе, но ночью обитатели храма убивают антрополога Бишопа и крадут Нэнси, девушку Клайстры.
За свои сабли, представляющие собой баснословное богатство, Клайстра нанимает сына местного торговца Нимэстера и проникает в храм Фонтана. Он становится свидетелем отвратительного обряда, при котором пленнику вводят концентрированный раствор из вываренных мозговых желёз четырёх жертв, что превращает его в оракула. Несчастный прорицатель отвечает на вопросы заплатившего за обряд лорда Воеводы, но спустя пять минут  умирает от истощения. Клайстра находит Нэнси и пытается запустить радиопередатчик в храме, но его захватывает охрана, поднятая по тревоге. Настоятель храма обещает превратить в оракула его самого для прибывшего Чарли Лисиддера. Вспомнив, как Бишоп избежал наркотического отравления благодаря приёму витаминов, Клайстра просит своего друга Элтона принести ему витамины, благодаря чему остаётся в живых. Понасмехавшись в ходе прорицания над Лисиддером, который оказался их попутчиком по кораблю торговцем Артуром Хиддерсом, Клайстра притворяется умершим и ночью убегает из храмовой покойницкой ямы. Герои захватывают аэрокар Лисиддера и берут его самого в плен, оставив его вместе с приближёнными посреди просторов Большой планеты.